# Lutzomyia torresi
Lutzomyia torresi är en tvåvingeart som beskrevs av Le Pont F., Desjeux P. 1991. Lutzomyia torresi ingår i släktet Lutzomyia och familjen fjärilsmyggor.
Artens utbredningsområde är Bolivia. Inga underarter finns listade i Catalogue of Life.